# Arthrographis kalrae
Arthrographis kalrae är en svampart som först beskrevs av R.P. Tewari & Macph., och fick sitt nu gällande namn av Sigler & J.W. Carmich. 1976. Arthrographis kalrae ingår i släktet Arthrographis och familjen Eremomycetaceae.   Inga underarter finns listade i Catalogue of Life.